# فهرست آثار ملی شهرستان سلسله
شهرستان سلسله یکی از شهرستان‌های استان لرستان است. مرکز این شهرستان، شهر الشتر می‌باشد.

## آثار ثبت‌شده
| ردیف | نام اثر                       | نگاره          | دیرینگی                                             | موقعیت                                                                                   | شمارهٔ ثبت | تاریخ ثبت  | منبع  |
| ---- | ----------------------------- | -------------- | --------------------------------------------------- | ---------------------------------------------------------------------------------------- | --------- | ---------- | ----- |
| ۱    | محوطه باستانی حاجی‌آباد        | بارگذاری تصویر | تاریخی                                              | شهر الشتر، بخش مرکزی، دهستان هنام، روستای علی‌آباد                                        | ۳۷۵۲      | ۱۳۸۰/۰۲/۱۸ | [ ۱ ] |
| ۲    | تپه گریران                    | بارگذاری تصویر | پیش از تاریخ                                        | ۳۰۰ م شمال غربی روستای گریزان                                                            | ۳۷۵۳      | ۱۳۸۰/۰۲/۱۸ | [ ۲ ] |
| ۳    | محوطه باستانی دره کهمان       |                | پیش از تاریخ                                        | شمال شرقی شهر الشتر                                                                      | ۳۷۵۵      | ۱۳۸۰/۰۲/۱۸ |       |
| ۴    | محوطه باستانی سراب پن         |                | تاریخی                                              | مابین بخش چغلوندی و شهر الشتر                                                            | ۳۷۵۶      | ۱۳۸۰/۰۲/۱۸ |       |
| ۵    | تپه سیل (تپه سد)              |                | پیش از تاریخ ـ تاریخی                               | شهر الشتر، بخش مرکزی، دو کیلومتری جنوب روستای خسروآباد                                   | ۳۷۵۷      | ۱۳۸۰/۰۲/۱۸ |       |
| ۶    | محوطه و تپه کل گنجی           |                | تاریخی ـ اسلامی                                     | ۸۰ م غرب تپه پشت مله کل گنجی                                                             | ۳۷۵۸      | ۱۳۸۰/۰۲/۱۸ |       |
| ۷    | محوطه قبرستان علی‌آباد جوانمرد |                | تاریخی                                              | بخش مرکزی، جنوب شرق روستای علی‌آباد جوانمرد                                               | ۳۷۶۴      | ۱۳۸۰/۰۲/۱۸ |       |
| ۸    | پل شاپوری کاکارضا             |                | ساسانی                                              | شهر الشتر، منطقه کاکارضا                                                                 | ۳۸۴۵      | ۱۳۸۰/۰۲/۲۵ |       |
| ۹    | تپه جعفرآباد                  |                | پیش از تاریخ                                        | غرب روستای جعفرآباد                                                                      | ۴۰۶۲      | ۱۳۸۰/۰۷/۱۰ |       |
| ۱۰   | غار کیوان                     |                | تاریخی                                              | شرق روستای پرسک علیا                                                                     | ۴۰۶۳      | ۱۳۸۰/۰۷/۱۰ |       |
| ۱۱   | تپه نضرآباد امرایی            |                | پیش از تاریخ ـ تاریخی ـ اسلامی                      | روستیا ولی آباد امرایی                                                                   | ۴۰۶۴      | ۱۳۸۰/۰۷/۱۰ |       |
| ۱۲   | تپه پشت قلعه خسروآباد         |                | تاریخی ـ اسلامی                                     | روستای خسروآباد                                                                          | ۴۰۶۵      | ۱۳۸۰/۰۷/۱۰ |       |
| ۱۳   | تپه حاج علی‌آباد               |                | تاریخی                                              | روستای حاج علی‌آباد                                                                       | ۴۰۶۶      | ۱۳۸۰/۰۷/۱۰ |       |
| ۱۴   | تپه ولی‌آباد امرایی            |                | پیش از تاریخ ـ تاریخی ـ اسلامی                      | روستای ولی آباد امرایی                                                                   | ۴۰۶۷      | ۱۳۸۰/۰۷/۱۰ |       |
| ۱۵   | تپه پاچیا تملیه               |                | تاریخی ـ اسلامی                                     | روستای تملیه                                                                             | ۴۰۶۸      | ۱۳۸۰/۰۷/۱۰ |       |
| ۱۶   | تپه بتکی                      |                | پیش از تاریخ ـ تاریخی                               | شهر الشتر، روستای بتکی                                                                   | ۴۰۶۹      | ۱۳۸۰/۰۷/۱۰ |       |
| ۱۷   | قلعه مظفری                    |                | اواخر قاجار ـ اوایل پهلوی                           | الشتر، خ ۲۴ متری امتداد خ امام حمینی (ره)                                                | ۴۱۴۶      | ۱۳۸۰/۰۷/۱۰ |       |
| ۱۸   | محوطه کینی مخون               |                | تاریخی                                              | شهر الشتر، در دامنه شمالغربی کوه نشانه                                                   | ۵۰۵۶      | ۱۳۸۰/۱۲/۲۵ |       |
| ۱۹   | غار اشگفت علی‌آباد جوانمرد     |                | تاریخی                                              | بخش مرکزی، روستای علی‌آباد جوانمرد                                                        | ۱۰۰۱۹     | ۱۳۸۲/۰۶/۲۳ |       |
| ۲۰   | تپه پابرج                     |                | تاریخی                                              | بخش مرکزی، دهستان یوسفوند، غرب روستای بتکی                                               | ۱۰۰۲۰     | ۱۳۸۲/۰۶/۲۳ |       |
| ۲۱   | محوطه هورتاو                  |                | برنز (مفرغ)                                         | بخش مرکزی، دهستان هنام، روستای یاری آباد                                                 | ۱۰۰۲۱     | ۱۳۸۲/۰۶/۲۳ |       |
| ۲۲   | پناهگاه معروف به اشکفت        |                | نوسنگی با سفال (PN)                                 | بخش مرکزی، دهستان قلعه مظفری، روستای امیر علیا                                           | ۱۰۰۲۲     | ۱۳۸۲/۰۶/۲۳ |       |
| ۲۳   | محوطه و تپه عمر مل            |                | تاریخی                                              | بخش مرکزی، دهستان هنام، روستای نورالهی                                                   | ۱۰۰۲۳     | ۱۳۸۲/۰۶/۲۳ |       |
| ۲۴   | پل آذر                        |                | پهلوی                                               | بخش مرکزی، دهستان دوآب، روستای کاکارضا                                                   | ۱۰۱۷۶     | ۱۳۸۲/۰۶/۲۳ |       |
| ۲۵   | غار چنار الف و ب              |                | نوسنگی                                              | بخش مرکزی، دهستان هنام، ۷۰۰م شمال شرق روستای پرسک علیا                                   | ۱۱۲۳۲     | ۱۳۸۳/۰۹/۰۷ |       |
| ۲۶   | تپه طلا سکه                   |                | تاریخی                                              | بخش مرکزی، دهستان هنام، بعد از پرسک علیا، واقع در دره اسپژ                               | ۱۱۲۳۳     | ۱۳۸۳/۰۹/۰۷ |       |
| ۲۷   | پل دوآب                       |                | پهلوی                                               | بخش مرکزی، دهستان دوآب، کنار جاده نورآباد، خرم‌آباد، دو کیلومتری غرب پلیس راه روستای دوآب | ۱۱۶۸۴     | ۱۳۸۳/۱۲/۲۴ |       |
| ۲۸   | آرامگاه امامزاده محمدی        |                | قرن ۴ و ۵ ق                                         | بخش مرکزی، دهستان قلعه مظفری، جنوب غربی روستای امیر علیا                                 | ۱۱۷۵۶     | ۱۳۸۳/۱۲/۲۴ |       |
| ۲۹   | خانه رحمتی                    |                | پهلوی اول                                           | بخش مرکزی، دهستان هنام، روستای سراب هنام                                                 | ۱۶۷۰۹     | ۱۳۸۵/۱۰/۲۳ |       |
| ۳۰   | تپه گل زرد ۳                  |                | کالکولتیک ـ قرون میانه اسلامی                       | بخش مرکزی، دهستان یوسف وند، ۶۰ م غرب روستای گل زرد                                       | ۱۸۱۵۴     | ۱۳۸۵/۱۲/۲۲ |       |
| ۳۱   | محوطه ژیرری                   |                | اشکانی                                              | بخش فیروزآباد، دهستان فیروزآباد، ۱۲/۵ک م جنوب شرق روستای کرکر                            | ۱۸۲۳۷     | ۱۳۸۵/۱۲/۲۲ |       |
| ۳۲   | تپه چک شه کرم                 |                | کالکولتیک ـ تاریخی                                  | بخش فیروزآباد، دهستان فیروزآباد، ۱۷۰ م جنوب شرقی روستای ده حسنعلی                        | ۱۸۲۳۸     | ۱۳۸۵/۱۲/۲۲ |       |
| ۳۳   | محوطه سه پسان                 |                | هزاره ۵ ق‌م ـ اشکانی ـ قرون میانه اسلامی             | بخش مرکزی، دهستان یوسف وند، ۶۰۰ م جنوب غرب روستای هندی                                   | ۱۸۲۳۹     | ۱۳۸۵/۱۲/۲۲ |       |
| ۳۴   | تپه سر گورستان هر باخ         |                | اشکانی ـ قرون میانه اسلامی                          | بخش فیروزآباد، دهستان فیروزآباد، ۲۵۰ م غرب روستای هر باخ                                 | ۱۸۲۴۰     | ۱۳۸۵/۱۲/۲۲ |       |
| ۳۵   | تپه سیل                       |                | برنز ـ قرون اولیه اسلامی                            | بخش فیروزآباد، دهستان فیروزآباد، ۴۰۰ م جنوب روستای سراب شیخ عالی                         | ۱۸۲۴۱     | ۱۳۸۵/۱۲/۲۲ |       |
| ۳۶   | تپه نوروزه                    |                | تاریخی                                              | بخش فیروزآباد، دهستان فیروزآباد، ۱/۷ کیلومتری جنوب غرب روستای زنگیوند                    | ۱۸۲۴۲     | ۱۳۸۵/۱۲/۲۲ |       |
| ۳۷   | تپه حیه ر                     |                | تاریخی                                              | بخش فیروزآباد، دهستان فیروزآباد، روستای شیخ‌آباد زنگیوند                                  | ۱۸۲۴۳     | ۱۳۸۵/۱۲/۲۲ |       |
| ۳۸   | تپه سیل حقعلی                 |                | تاریخی                                              | بخش فیروزآباد، دهستان فیروزآباد، ۱/۸ کیلومتری شمال شرق روستای پشت تنگ                    | ۱۸۲۴۴     | ۱۳۸۵/۱۲/۲۲ |       |
| ۳۹   | تپه چیا صفر                   |                | اشکانی                                              | بخش مرکزی، دهستان یوسف وند، ۱۷۰ کیلومتری جنوب شرق روستای بساط آباد                       | ۱۸۲۴۵     | ۱۳۸۵/۱۲/۲۲ |       |
| ۴۰   | گورستان بایر                  |                | قرون میانه اسلامی                                   | بخش مرکزی، دهستان قعله مظفری، روستای امیر علیا                                           | ۱۸۲۴۶     | ۱۳۸۵/۱۲/۲۲ |       |
| ۴۱   | تپه پرچین کاو                 |                | اشکانی                                              | بخش فیروزآباد، دهستان فیروزآباد، ۱/۵ کیلومتری روستای کرکر                                | ۱۸۲۴۷     | ۱۳۸۵/۱۲/۲۲ |       |
| ۴۲   | محوطه هوردیمه                 |                | برنز ـ آهن ـ اشکانی                                 | بخش فیروزآباد، دهستان فیروزآباد، ۷۰ م جنوب روستای سراب شیخ عالی                          | ۱۸۲۴۸     | ۱۳۸۵/۱۲/۲۲ |       |
| ۴۳   | محوطه و گورستان پیر محمد شاه  |                | قرون میانه اسلامی                                   | بخش فیروزآباد، دهستان فیروزآباد، ۲۰۰ م شمال غرب روستای پیر محمد شاه                      | ۱۸۲۴۹     | ۱۳۸۵/۱۲/۲۲ |       |
| ۴۴   | تپه عادل‌آباد                  |                | اشکانی ـ قرون اولیه اسلامی                          | بخش مرکزی، دهستان قلعه مظفری، ۱/۲ م جنوب غرب روستای عادل آباد                            | ۱۸۲۵۰     | ۱۳۸۵/۱۲/۲۲ |       |
| ۴۵   | تپه گرشاهی                    |                | تاریخی                                              | بخش فیروزآباد، ۶۲۰ م شمال روستای اصلانشاه                                                | ۱۸۲۵۱     | ۱۳۸۵/۱۲/۲۲ |       |
| ۴۶   | تپه چال زر                    |                | برنز ـ اشکانی                                       | بخش فیروزآباد، دهستان فیروزآباد، ۹۰۰ م غرب روستای آب باریک علیا                          | ۱۸۲۵۲     | ۱۳۸۵/۱۲/۲۲ |       |
| ۴۷   | تپه کلک واژون در              |                | تاریخی                                              | بخش فیروزآباد، دهستان فیروزآباد، ۱/۳ کیلومتری جنوب شرقی روستای زنگیوند                   | ۱۸۲۵۳     | ۱۳۸۵/۱۲/۲۲ |       |
| ۴۸   | گورستان گل زرد                |                | قرون میانه اسلامی                                   | بخش مرکز ی، دهستان یوسف وند، شمال شرقی روستای گل زرد                                     | ۱۸۲۵۴     | ۱۳۸۵/۱۲/۲۲ |       |
| ۴۹   | تپه پا چیا غلام‌آباد           |                | هزاره ۴ و ۵ ه‍.ق                                      | بخش فیروز آباد، دهستان فیروزآباد، ۳۰۰ م شمال شرق روستای غلام آباد خیاط                   | ۱۸۲۵۵     | ۱۳۸۵/۱۲/۲۲ |       |
| ۵۰   | تپه کمر سیاه علیا             |                | برنز ـ اشکانی ـ قرون اولیه اسلامی                   | بخش مرکزی، دهستان قلعه مظفری، روستای کمر سیاه علیا                                       | ۱۸۲۵۶     | ۱۳۸۵/۱۲/۲۲ |       |
| ۵۱   | تپه سلطان مشرق                |                | تاریخی ـ قرون میانه اسلامی                          | بخش مرکزی، دهستان قلعه مظفری، ۱۰۰ م جنوب شرق روستای امیر علیا                            | ۱۸۲۵۷     | ۱۳۸۵/۱۲/۲۲ |       |
| ۵۲   | تپه خزون دوزبردی              |                | هزاره ۵ ق. م ـ آهن ـ تاریخی                         | بخش فیروزآباد، دهستان فیروزآباد، ۸۳۰ م جنوب غرب روستای آب باریک                          | ۱۸۲۵۸     | ۱۳۸۵/۱۲/۲۲ |       |
| ۵۳   | تپه گون کاور                  |                | اشکانی ـ قرون اولیه و میانه اسلامی                  | بخش فیروزآباد، دهستان فیروزآباد، ۱/۸ م جنوب غرب روستای ده آقا                            | ۱۸۲۵۹     | ۱۳۸۵/۱۲/۲۲ |       |
| ۵۴   | تپه پا چیا ربی‌آباد            |                | اشکانی                                              | بخش فیروزآباد، ۳۰۰ م جنوب غرب روستای ربیع‌آباد                                            | ۱۸۲۶۰     | ۱۳۸۵/۱۲/۲۲ |       |
| ۵۵   | محوطه قلابی                   |                | تاریخی                                              | بخش فیروزآباد، دهستان فیروزآباد، ۸۰۰ م جنوب روستای زنگیوند                               | ۱۸۲۶۱     | ۱۳۸۵/۱۲/۲۲ |       |
| ۵۶   | تپه دیم                       |                | هزاره ۵ ق‌م                                          | بخش فیروز آباد، دهستان فیروز آباد، یک کیلومتری شمال غرب روستای ده آقا                    | ۱۸۲۶۲     | ۱۳۸۵/۱۲/۲۲ |       |
| ۵۷   | تپه چیا جی جو                 |                | اشکانی ـ قرون میانه اسلامی                          | بخش مرکزی، دهستان قلعه مظفری، روستای طرهانی سفلی                                         | ۱۸۲۶۳     | ۱۳۸۵/۱۲/۲۲ |       |
| ۵۸   | تپه دم باریکه                 |                | اشکانی ـ قرون اولیه اسلامی                          | بخش فیروزآباد، دهستان فیروزآباد، ۴۰۰ م جنوب روستای سراب شیخ عالی                         | ۱۸۲۶۴     | ۱۳۸۵/۱۲/۲۲ |       |
| ۵۹   | تپه کلک پیر محمدشاه           |                | کالکولتیک ـ تاریخی ـ قرون میانه اسلامی              | بخش فیروزآباد، دهستان فیروزآباد، شمال شرق روستای پیر محمد شاه                            | ۱۸۲۶۵     | ۱۳۸۵/۱۲/۲۲ |       |
| ۶۰   | تپه پا چیارومشته              |                | برنز ـ اشکانی                                       | بخش فیروزآباد، دهستان فیروزآباد، ۴۵۰ م شمال روستای رومشته                                | ۱۸۷۸۲     | ۱۳۸۵/۱۲/۲۸ |       |
| ۶۱   | تپه چیا کاظم‌آباد              |                | اشکانی ـ قرون اولیه اسلامی                          | بخش مرکزی، دهستان یوسفوند، ۷۰ م جنوب شرق روستای کاظم‌آباد                                 | ۱۸۷۸۳     | ۱۳۸۵/۱۲/۲۸ |       |
| ۶۲   | تپه اولاد علی                 |                | برنز ـ آهن ـ اشکانی                                 | بخش فیروزآباد، دهستان فیروزآباد، ۸۰۰ م غرب روستای ده آقا                                 | ۱۸۷۸۴     | ۱۳۸۵/۱۲/۲۸ |       |
| ۶۳   | تپه رووا                      |                | آهن ـ اشکانی                                        | بخش فیروزآباد، دهستان فیروزآباد، ۶۲۰ م جنوب غرب روستای ده آقا                            | ۱۸۷۸۵     | ۱۳۸۵/۱۲/۲۸ |       |
| ۶۴   | گورستان دول جی جه             |                | هزاره ۵ ق‌م ـ برنز ـ تاریخی                          | بخش مرکزی، دهستان یوسفوند، روستای گریران علیا                                            | ۱۸۷۸۶     | ۱۳۸۵/۱۲/۲۸ |       |
| ۶۵   | تپه گردله                     |                | کالکولتیک ـ تاریخی ـ قرون اولیه اسلامی              | بخش مرکزی، دهستان یوسفوند، ۱۰۰ م شمال غرب روستای گریران                                  | ۱۸۷۹۱     | ۱۳۸۵/۱۲/۲۸ |       |
| ۶۶   | تپه قلعه چنگیزی               |                | اشکانی                                              | بخش فیروزآباد، دهستان فیروزآباد، ۷۵۰ م شمال روستای اصلانشاه                              | ۱۸۷۹۸     | ۱۳۸۵/۱۲/۲۸ |       |
| ۶۷   | تپه چیا قورعلی                |                | تاریخی                                              | بخش فیروزآباد، دهستان فیروزآباد، ۴۰۰ م شمال غرب روستای سیف آباد                          | ۱۸۷۹۹     | ۱۳۸۵/۱۲/۲۸ |       |
| ۶۸   | تپه تیموری سوری علیا          |                | کالکولتیک ـ تاریخی                                  | بخش فیروزآباد، دهستان فیروزآباد، روستای تیمور سوری علیا                                  | ۱۸۸۰۴     | ۱۳۸۵/۱۲/۲۸ |       |
| ۶۹   | تپه گل زرد ۱                  |                | اشکانی ـ قرون اولیه و میانه اسلامی                  | بخش مرکزی، دهستان یوسفوند، ۱۵ م غرب روستای گل زرد                                        | ۱۸۸۵۰     | ۱۳۸۵/۱۲/۲۸ |       |
| ۷۰   | تپه چیا ریخله                 |                | تاریخی ـ قرون اولیه اسلامی                          | بخش فیروزآباد، دهستان فیروزآباد، ۱/۶ کیلومتری شمال غرب روستای ده آقا                     | ۱۸۸۵۶     | ۱۳۸۵/۱۲/۲۸ |       |
| ۷۱   | تپه بایر                      |                | اشکانی ـ قرون اولیه و میانه اسلامی                  | بخش مرکزی، دهستتان قلعه مظفری، ۲۳۰ م جنوب روستای امیر علیا                               | ۱۸۸۵۷     | ۱۳۸۵/۱۲/۲۸ |       |
| ۷۲   | تپه سه پسان                   |                | تاریخی ـ قرون اولیه و میانه اسلامی                  | بخش مرکزی، دهستان یوسفوند، ۵۰۰ م جنوب غرب روستای هندی                                    | ۱۸۸۶۱     | ۱۳۸۵/۱۲/۲۸ |       |
| ۷۳   | تپه گورستان قاسم              |                | کالکولتیک ـ آغاز ادبیات ـ تاریخی                    | بخش فیروزآباد، دهستان فیروزآباد، روستای آب باریک علیا                                    | ۱۸۸۶۲     | ۱۳۸۵/۱۲/۲۸ |       |
| ۷۴   | تپه گل زرد ۲                  |                | تاریخی ـ قرون اولیه اسلامی                          | بخش مرکزی، دهستان یوسفوند، ۴۵ م غرب روستای گل زرد                                        | ۱۸۸۶۳     | ۱۳۸۵/۱۲/۲۸ |       |
| ۷۵   | محوطه پاچیا تملیه             |                | کالکولتیک ـ تاریخی                                  | بخش فیروزآباد، دهستان فیروزآباد، یک کیلومتری جنوب روستای تملیه                           | ۱۸۸۶۴     | ۱۳۸۵/۱۲/۲۸ |       |
| ۷۶   | گورستان گریران سفلی           |                | قرون میانه اسلامی                                   | بخش مرکزی، دهستان یوسفوند، شمال غرب روستای گریران سفلی                                   | ۱۸۸۶۵     | ۱۳۸۵/۱۲/۲۸ |       |
| ۷۷   | تپه کرت‌آباد                   |                | کالکولتیک ـ آغاز ادبیات آهن ـ تاریخی                | بخش مرکزی، دهستان قلعه مظفری، روستای کرت آباد                                            | ۱۸۸۶۶     | ۱۳۸۵/۱۲/۲۸ |       |
| ۷۸   | محوطه دره ماران               |                | کالکولتیک ـ اشکانی                                  | بخش فیروزآباد، دهستان فیروزآباد، روستای مرادآباد                                         | ۱۸۸۷۱     | ۱۳۸۵/۱۲/۲۸ |       |
| ۷۹   | محوطه عباس علی                |                | اشکانی                                              | بخش مرکزی، دهستان یوسفوند، ۶۵۰ م شمال شرق روستای گریران علیا                             | ۱۸۸۷۲     | ۱۳۸۵/۱۲/۲۸ |       |
| ۸۰   | تپه کردآباد                   |                | اشکانی                                              | بخش مرکزی، دهستان یوسفوند، ۲۰۰ م جنوب غرب روستای کردآباد                                 | ۱۸۸۷۳     | ۱۳۸۵/۱۲/۲۸ |       |
| ۸۱   | محوطه دراوبردبل               |                | قرون میانه اسلامی                                   | بخش مرکزی، دهستان دوآب، ۸۰۰ م جنوب روستای زیر طاق دوآب                                   | ۲۱۱۱۲     | ۱۳۸۶/۱۱/۳۰ |       |
| ۸۲   | تپه چیا درکه                  |                | کالکولتیک ـ آهن                                     | بخش مرکزی، دهستان دوآب، ۳۵۰ م جنوب غرب روستای نیازآباد                                   | ۲۱۱۱۳     | ۱۳۸۶/۱۱/۳۰ |       |
| ۸۳   | غار مرکردل                    |                | پارینه سنگی جدید                                    | بخش مرکزی، دهستان یوسفوند، ۳ کیلومتری شمال شرق روستای کره جان متروکه به خط مستقیم        | ۲۱۱۱۴     | ۱۳۸۶/۱۱/۳۰ |       |
| ۸۴   | محوطه سرآب امارتی امیر        |                | تاریخی ـ قرون اولیه اسلامی                          | بخش مرکزی، دهستان قلعه مظفری، ۶۰۰ م شمال شرق روستای امیرعلیا                             | ۲۱۱۱۵     | ۱۳۸۶/۱۱/۳۰ |       |
| ۸۵   | تپه مؤمن‌آباد                  |                | تاریخی                                              | بخش مرکزی، دهستان دواب، روستای مؤمن آباد                                                 | ۲۱۱۱۶     | ۱۳۸۶/۱۱/۳۰ |       |
| ۸۶   | زیارتگاه سید محمد             |                | تاریخی ـ قرون اولیه اسلامی                          | بخش مرکزی، دهستان قلعه مظفری، روستای علی‌آباد جوانمرد                                     | ۲۱۱۱۷     | ۱۳۸۶/۱۱/۳۰ |       |
| ۸۷   | تپه علی ویسی                  |                | اشکانی                                              | بخش مرکزی، دهستان دوآب، ۶۰۰ م شمال شرق روستای دهنو                                       | ۲۱۱۱۸     | ۱۳۸۶/۱۱/۳۰ |       |
| ۸۸   | تپه زیر طاق دوآب              |                | کالکولتیک                                           | بخش مرکزی، دهستان دو آّب، روستای زیر طاق دو آب                                            | ۲۱۱۱۹     | ۱۳۸۶/۱۱/۳۰ |       |
| ۸۹   | محوطه کلو شل                  |                | اشکانی                                              | بخش فیروزآباد، دهستان فیروزآباد، ۷۰۰ م شمال شرق روستای ژیرتنگ خیاط                       | ۲۱۱۲۰     | ۱۳۸۶/۱۱/۳۰ |       |
| ۹۰   | محوطه ژیردی                   |                | برنز ـ تاریخی                                       | بخش فیروزآباد، دهستان فیروزآباد، روستای پشت تنگ فیروزآباد                                | ۲۱۱۲۱     | ۱۳۸۶/۱۱/۳۰ |       |
| ۹۱   | تپه چیا خزینه                 |                | تاریخی ـ قرون اولیه اسلامی                          | بخش مرکزی، دهستان یوسفوند، ۲۰۰ م جنوب غرب روستای چراغ آباد علیا                          | ۲۱۱۲۲     | ۱۳۸۶/۱۱/۳۰ |       |
| ۹۲   | تپه ده‌خراوه                   |                | تاریخی ـ قرون میانه اسلامی                          | بخش مرکزی، دهستان دوآب، ۲۰۰ م جنوب روستای عالم آباد سفلی                                 | ۲۱۱۲۳     | ۱۳۸۶/۱۱/۳۰ |       |
| ۹۳   | محوطه ژیر تنگ خیاط            |                | تاریخی                                              | بخش فیروزآباد، دهستان فیروزآباد، روستای ژیرتگ خیاط                                       | ۲۱۱۲۴     | ۱۳۸۶/۱۱/۳۰ |       |
| ۹۴   | تپه ده‌آقا                     |                | کالکولتیک ـ آهن ـ تاریخی                            | بخش فیروزاباد، دهستان فیروزآباد، روستای ده آقا                                           | ۲۱۱۲۵     | ۱۳۸۶/۱۱/۳۰ |       |
| ۹۵   | محوطه و گورستان پیری جرد      |                | اشکانی ـ قرون میانه اسلامی                          | دهستان فیروزآباد، ۵۰۰ م شمال روستای بتکی                                                 | ۲۱۱۲۶     | ۱۳۸۶/۱۱/۳۰ |       |
| ۹۶   | غار مرکلنگ                    |                | نوسنگی                                              | بخش مرکزی، دهستان یوسفوند، دو کیلومتری غرب روستای کره جان متروکه به خط مستقیم            | ۲۱۱۲۷     | ۱۳۸۶/۱۱/۳۰ |       |
| ۹۷   | تپه چیا بل ۲                  |                | اشکانی                                              | بخش مرکزی، دهستان دوآب، ۳۵۰م جنوب شرق روستای چیابل                                       | ۲۱۱۲۸     | ۱۳۸۶/۱۱/۳۰ |       |
| ۹۸   | قلعه کچکه                     |                | قرون میانه اسلامی                                   | بخش فیروزآباد، دهستان فیروزآباد، ۵ کیلومتری شمال شرق روستای تملیه                        | ۲۱۱۲۹     | ۱۳۸۶/۱۱/۳۰ |       |
| ۹۹   | تپه دره زخال                  |                | کالکولتیک ـ برنز ـ آهن ـ اشکانی ـ قرون میانه اسلامی | بخش مرکزی، دهستان دواب، ۳۰۰ م شمال روستای دوآب علیشاهی متروکه                            | ۲۱۱۳۰     | ۱۳۸۶/۱۱/۳۰ |       |
| ۱۰۰  | تپه چیا پهن                   |                | برنز ـ تاریخی ـ قرون میانه اسلامی                   | بخش مرکزی، دهستان یوسفوند، روستای شکرآباد                                                | ۲۱۱۳۱     | ۱۳۸۶/۱۱/۳۰ |       |
| ۱۰۱  | محوطه پاچنار                  |                | اشکانی ـ قرون میانه اسلامی                          | بخش فیروزآباد، دهستان فیروزآباد، ۵۰ م جنوب شرق روستای ژیریان                             | ۲۱۱۳۲     | ۱۳۸۶/۱۱/۳۰ |       |
| ۱۰۲  | تپه گنی تویرک                 |                | تاریخی ـ قرون میانه اسلامی                          | بخش مرکزی، دهستان دوآب، ۵۰۰ م شمال شرق روستای زرینی                                      | ۲۱۱۳۳     | ۱۳۸۶/۱۱/۳۰ |       |
| ۱۰۳  | تپه جوبهرامی                  |                | اشکانی                                              | بخش مرکزی، دهستان دوآب، ۲۵۰ م شمال روستای نیازآباد                                       | ۲۱۱۴۲     | ۱۳۸۶/۱۱/۳۰ |       |
| ۱۰۴  | تپه چیابل۱                    |                | تاریخی                                              | بخش مرکزی، دهستان دوآب، ۳۰۰ م جنوب روستای چیابل                                          | ۲۱۲۳۶     | ۱۳۸۶/۱۱/۳۰ |       |
| ۱۰۵  | تپه قور بچو پیر محمد شاه      |                | اشکانی                                              | بخش فیروزآباد، دهستان فیرزوآباد، ۱۰۰ م جنوب روستای پیرمحمد شاه                           | ۲۱۲۳۷     | ۱۳۸۶/۱۱/۳۰ |       |
| ۱۰۶  | تپه علی‌آباد                   |                | کالکولتیک                                           | بخش مرکزی، دهستان دوآب، ۳۵۰ م جنوب غربی روستای علی‌آباد                                   | ۲۱۲۳۸     | ۱۳۸۶/۱۱/۳۰ |       |
| ۱۰۷  | تپه چیا دهنو                  |                | تاریخی ـ قرون اولیه اسلامی                          | (الشتر)، بخش مرکزی، دهستان دوآب، ۴۰۰ م شمال شرق روستای دهنو                              | ۲۱۲۳۹     | ۱۳۸۶/۱۱/۳۰ |       |
| ۱۰۸  | محوطه ورکمر                   |                | برنز                                                | بخش مرکزی، دهستان قلعه مظفری، ۷۰۰ م جنوب شرق روستای مقصودآباد                            | ۲۱۲۴۰     | ۱۳۸۶/۱۱/۳۰ |       |
| ۱۰۹  | محوطه کوی خاله                |                | کالکولتیک                                           | بخش مرکزی، دهستان دوآب، ۴۵۰ م شمال روستای سرنجه                                          | ۲۱۳۱۰     | ۱۳۸۶/۱۲/۰۷ |       |
| ۱۱۰  | محوطه میوله کلنگ              |                | اشکانی                                              | بخش مرکزی، دهستان دوآب، ۲/۵ کیلومتری غرب روستای میوله گوجر                               | ۲۱۳۱۱     | ۱۳۸۶/۱۲/۰۷ |       |
| ۱۱۱  | تپه کوی رگه                   |                | تاریخی                                              | بخش فیروزآباد، دهستان فیروزآباد، ۲۰۰ م جنوب غرب روستای چشمه علی‌اکبر                      | ۲۱۳۱۲     | ۱۳۸۶/۱۲/۰۷ |       |
| ۱۱۲  | محوطه دارمرو                  |                | اشکانی ـ قرون اولیه اسلامی                          | بخش مرکزی، دهستان دوآب، ۳ کیلومتری غرب روستای ریخ اسپی (ریگ سفید)                        | ۲۱۳۱۳     | ۱۳۸۶/۱۲/۰۷ |       |
| ۱۱۳  | محوطه موسی‌آباد                |                | کالکولتیک ـ تاریخی                                  | بخش مرکزی، دهستان دوآب، ۶۵۰ م جنوب روستای موسی‌آباد                                       | ۲۱۳۱۴     | ۱۳۸۶/۱۲/۰۷ |       |
| ۱۱۴  | محوطه آهنگران علیا            |                | اشکانی ـ قرون میانه اسلامی                          | بخش مرکزی، دهستان دوآب، روستای آهنگران علیا                                              | ۲۱۳۱۵     | ۱۳۸۶/۱۲/۰۷ |       |
| ۱۱۵  | تپه تخت سلیمان                |                | اشکانی                                              | بخش فیروزآباد، ۲/۸ کیلومتری جنوب غرب روستای سیل‌هاویل                                     | ۲۱۳۱۶     | ۱۳۸۶/۱۲/۰۷ |       |
| ۱۱۶  | تپه‌ماهور                      |                | برنز ـ تاریخی                                       | بخش فیروآباد، دهستان فیروزآباد، ۱۰۰ م شرق روستای بهارآباد                                | ۲۱۳۱۷     | ۱۳۸۶/۱۲/۰۷ |       |
| ۱۱۷  | تپه شهسوار                    |                | برنز ـ اشکانی                                       | بخش مرکزی، دهستان دوآب، ۵۰ م شمال روستای شیخ آبادتتر                                     | ۲۱۳۱۸     | ۱۳۸۶/۱۲/۰۷ |       |
| ۱۱۸  | محوطه قلا                     |                | کالکولتیک ـ تاریخی                                  | بخش مرکزی، دهستان یوسفوند، ۱/۹ کم شمال شرق روستای کره جان متروکه به خط مستقیم            | ۲۱۳۱۹     | ۱۳۸۶/۱۲/۰۷ |       |
| ۱۱۹  | تپه گورستان سراب صید علی      |                | برنز                                                | بخش مرکزی، دهستان دوآب، ۷۰۰ م جنوب شرق روستای سراب صید علی                               | ۲۱۳۲۰     | ۱۳۸۶/۱۲/۰۷ |       |
| ۱۲۰  | تپه شاه سمین                  |                | قرون اولیه اسلامی                                   | بخش فیروزآباد، دهستان فیروزآباد، ۵۰۰ م شمال غرب روستای متروکه علم آباد                   | ۲۱۳۲۱     | ۱۳۸۶/۱۲/۰۷ |       |
| ۱۲۱  | تپه شا دیه                    |                | برنز                                                | بخش مرکزی، دهستان دوآب، یک کیلومتری شرق روستای زیر طاق دواب                              | ۲۱۳۲۲     | ۱۳۸۶/۱۲/۰۷ |       |
| ۱۲۲  | تپه چیا گل گل                 |                | تاریخی ـ قرون اولیه اسلامی                          | بخش فیروزآباد، دهستان فیروز آباد، روستای پشت تنگ گل گل                                   | ۲۱۳۲۳     | ۱۳۸۶/۱۲/۰۷ |       |
| ۱۲۳  | تپه قور بچو سالیانه           |                | قرون میانه اسلامی                                   | بخش مرکزی، دهستان دو اب، ۱۰۰ متری شمال روستای سالیانه                                    | ۲۱۳۸۲     | ۱۳۸۶/۱۲/۰۷ |       |
| ۱۲۴  | محوطه دیمزار                  |                | برنز                                                | بخش مرکزی، دهستان دوآب، ۲۰۰ م شمال غرب روستای شیخ‌آباد تتر                                | ۲۱۳۸۳     | ۱۳۸۶/۱۲/۰۷ |       |